# Карл Галльвіц (агроном)
Карл Галльвіц (нім. Karl Gallwitz; 18 серпня 1895, Зігмарінген — 17 травня 1984, Геттінген) — німецький льотчик-ас і агроном, доктор інженерних наук (1929), професор, лейтенант Прусської армії.

## Біографія
Учасник Першої світової війни. В 1917 році літав спочатку у складі 231-го та 37-го льотних дивізіонів, пізніше пілотував винищувач Roland D.III. З 13 по 24 серпня 1917 року перебував у 29-й, потім був переведений в 2-гу винищувальну ескадрилью. У квітні 1918 року потрапив в катастрофу. Після закінчення лікування отримав посаду в Інспекції у справах авіації. Всього за час бойових дій здобув 10 перемог, серед них — збиття британських асів Артура Ріс-Девідса (25 перемог), Роберта Кірбі Кіркмена (8 перемог) і Джона Герберта Гедлі (11 перемог).
З 1919 року вивчав машинобудування в Брауншвейзі, Данцигу і Штутгарті. В 1922 році здобув диплом інженера в Штутгартській вищій технічній школі., після чого працював інженером у великих сільськогосподарських компаніях. В 1926/29 роках — асистент Інституту сільськогосподарських машин Кенігсберзького університету. З 1930 року — голова Баденської сільськогосподарської палати в Карлсруе. З 1936 року — викладач кафедри матеріалів та сільськогосподарських машин Геттінгенського університету. Основним науковим інтересом Галльвіца в університеті було вдосконалення технології захисту рослин. Окрім цього, він працював над питаннями обробки ґрунту, комбайнування, зрошування і дренажу, а також сільськогосподарські технології в тропічному і субтропічному кліматах. Галльвіц отримав завдання створити при університеті Інститут сільськогосподарських машин, проте через події Другої світової війни це вдалось завершити лише в 1958 році. Він очолював Інститут до виходу на пенсію в 1965 році.

## Нагороди
- Залізний хрест 2-го і 1-го класу
- Нагрудний знак військового пілота (Пруссія)
- Почесний хрест ветерана війни з мечами